# Rhipidure roux
Rhipidura rufifrons
Espèce
Statut de conservation UICN

 LC  : Préoccupation mineure
Le Rhipidure roux (Rhipidura rufifrons) est une espèce de passereaux de la famille des Rhipiduridae.

## Description
Le Rhipidure roux a le dos, le croupion et la base de la queue orange-rougeâtre, ce qui permet de l'identifier facilement. Sa gorge est noire et blanche, et tend vers le blanc au niveau du menton et de la gorge.

## Répartition
Cet oiseau se rencontre en Australie, Indonésie, Nouvelle-Guinée et dans les îles Salomon.

## Habitat
Il vit dans les forêts tropicales humides, les forêts marécageuses et les mangroves.

## Sous-espèces
Certainement du fait de son importante aire de répartition, l'espèce a de nombreuses sous-espèces.

## Comportement
C'est un oiseau migrateur, qui va se reproduire dans le sud-est de l'Australie au printemps et remonte vers le nord à l'automne.